# Elias Tollinger
Elias Tollinger (* 25. März 1995 in Innsbruck) ist ein ehemaliger österreichischer Skispringer, der für den SV Innsbruck-Bergisel startete.

## Werdegang
Tollingers Debüt auf internationaler Ebene fand im FIS Cup statt, bei den Skisprung-Wettbewerben in Einsiedeln am 19. August 2011, bei denen er den 1. Platz belegte. Einen Tag später kam er beim zweiten Wettbewerb auf den 2. Rang und legte somit einen erfolgreichen Start für seine internationale Karriere hin. Im Jänner 2012 kam er bei den Olympischen Jugend-Winterspielen in Innsbruck sowohl im Einzel als auch mit der österreichischen Mannschaft auf den 7. Platz. Bei seinem Debüt im Continental Cup im März 2012 in Predazzo belegte er nur den 49. Platz. Seine bisher besten Platzierungen im Continental Cup waren zwei 4. Plätze in Seefeld (Februar 2014) und Frenštát pod Radhoštěm (August 2014).
Bei den Nordischen Junioren-Skiweltmeisterschaften 2014 im Val di Fiemme gewann er die Silbermedaille mit dem österreichischen Team.
Im Oktober 2016 gewann Tollinger bei den Österreichischen Meisterschaften 2016 in Eisenerz zusammen mit Andreas Kofler, Clemens Aigner und Manuel Fettner im Mannschaftswettbewerb die Goldmedaille.
Am 18. Dezember 2016 gewann Tollinger auf der Großschanze von Ruka vor Stefan Huber und Philipp Aschenwald seinen ersten Wettbewerb im Continental Cup.
Im August 2019 gab Tollinger sein Karriereende bekannt.

## Privates
Im Jahr 2019 war Tollinger in Zirl wohnhaft. Er absolvierte eine Ausbildung zum Diplom-Mentaltrainer. 2020 schließt Tollinger sein Wirtschaftswissenschaft-Studium ab.

## Erfolge

### Continental-Cup-Siege im Einzel
| Nr. | Datum             | Ort  | Typ         |
| --- | ----------------- | ---- | ----------- |
| 1.  | 18. Dezember 2016 | Ruka | Großschanze |

## Statistik

### Weltcup-Platzierungen
| Saison  | Platz | Punkte |
| ------- | ----- | ------ |
| 2016/17 | 69.   | 02     |

### Grand-Prix-Platzierungen
| Saison | Platz | Punkte |
| ------ | ----- | ------ |
| 2017   | 74.   | 09     |

### Continental-Cup-Platzierungen
| Saison  | Platz | Punkte |
| ------- | ----- | ------ |
| 2011/12 | 126.  | 002    |
| 2012/13 | 089.  | 087    |
| 2013/14 | 033.  | 250    |
| 2014/15 | 038.  | 298    |
| 2015/16 | 010.  | 637    |
| 2016/17 | 018.  | 566    |
| 2017/18 | 049.  | 184    |
| 2018/19 | 146.  | 001    |